# کتابداران در فرهنگ عامه
کتابداران در فرهنگ عامه را می‌توان در فضای رسانه‌های مختلف از جمله فیلم، تلویزیون، موسیقی و ادبیات یافت. تصویر آنها متنوع است و می‌تواند شخصیت‌های مختلفی را نشان دهد. کتابخانه‌ها و کتابداران عناصر تکرارشونده در داستان‌های مختلف هستند.

## فیلم‌ها

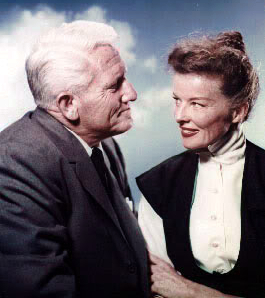
کاترین هپبورن و اسپنسر تریسی در یک عکس تبلیغاتی برای فیلم «Desk Set».

به گفتهٔ آن سیدل، کارگردان مستند «کتابدار هالیوود»، کتابداران در فیلم‌ها اغلب به عنوان افرادی فروتن، ترسو و بی‌ادب به تصویر کشیده می‌شوند. او پس از فهرست‌بندی صدها حضور کتابداران در فیلم‌ها، دریافت که «هرچه اشاره به کتابدار در فیلم کوتاه‌تر باشد، الگوی بدتری است.» علاوه بر این، جنیفر اسنوک-براون، کتابدار دانشگاهی، در مقاله‌ای که به شخصیت‌های کتابخانه‌ای اعمال شده در فیلم‌های هالیوودی می‌پردازد، استدلال می‌کند که فیلم‌ها، و همچنین برنامه‌های تلویزیونی، اغلب «شماره‌های تماس کتابخانه را اشتباه» اعلام می‌کنند، اما اظهار داشت که در اغلب این فیلم‌ها «مفید بودن، قابل اعتماد بودن و هدف کتابداران» به‌صورت تقریبی منتقل می‌شود و کتابداران در فیلم‌ها از نظر قومی دارای تنوع زیادی هستند.

## برای مطالعهٔ بیشتر
- - Flood, Alison (31 July 2014). "Libraries in fiction quiz – test your shelf knowledge". The Guardian. Retrieved 28 March 2015.
- Gunn, James. "Libraries in Science Fiction". Gunn Center For the Study of Science Fiction. Retrieved April 8, 2015.